# 徽章棘球虫
徽章棘球虫（学名：Acanthosphaera insignis）为星球虫科棘球虫属的动物。分布于地中海、南大西洋、印度洋、中太平洋，包括东海等海域。